# Ovacık (Tunceli)
Ovacık is de hoofdplaats van het Turkse district Ovacık in de provincie Tunceli en telt 5909 inwoners (2000).

## Verkeer en vervoer

### Wegen
Ovacık ligt aan de provinciale wegen 62-25 en 62-55.

## Geboren
- Sinan Kaloğlu (1981), voetballer